# Аспект (геоботаніка)
Аспе́кт (лат. aspectus — «вигляд», «погляд») — зовнішній вигляд рослинних угруповань.
Аспект змінюється протягом вегетаційного періоду в зв'язку з сезонними фазами розвитку рослин.
Різко виявляється зміна аспекту на луках, в степах та листяних лісах. Деревний ярус дубового, дубово-грабового чи букового лісу до розпускання бруньок має темносірий колір, після появи листя стає зеленим, а восени жовтим. А. деревного ярусу соснового лісу майже не змінюється протягом всього вегетаційного періоду. Яскраві зміни А. спостерігаються на різнотравно-злакових луках та в цілинних степах. Вивчення А. має не лише теоретичне, а й практичне значення, бо дає можливість раціонально визначити строки косовиці й випасання.